# إزومو نو أوكوني
إزومو نو أوكوني (باليابانية: 出雲の阿国)
تعتبر منشئة مسرح الكابوكي. ويعتقد أنها كانت ميكو في ضريح إزومو الكبير حيث بدأت أداء هذا الأسلوب الجديد من الرقص والغناء والتمثيل في أراضي كيوتو.

## تاريخ

### سنوات حياتها الأولى
نشأت أوكوني في المنطقة المجاورة لضريح إزومو حيث يعمل والدها في مهنة الحدادة. بدأت أوكوني بالعمل بمهنة ميكو ، حيث كانت معروفة بمهارتها في الرقص والتمثيل، فضلا عن جمالها. كما جرت العادة في ذلك الوقت لإرسال الكهنة مع الميكو وغيرهم للحصول على تبرعات للضريح، أرسلت أوكوني إلى كيوتو لأداء رقصات مقدسة وأغاني.
واشتهرت من خلال عروضها في كيوتو حيث أصبحت معروفة بأداء نينبوتسو أودوري وهي رقصة تمجيدا لبوذا أميدا.على الرغم من أن هذا النوع من الرقص تعود أصوله إلى كويا، إلا أنه في وقت أوكوني أصبح نوع من الرقص الشعبي المنظم، وكان يميل إلى إظهار بعض التلميحات الجنسية. شملت عروض أوكوني الشعبية الأخرى بعض الأعمال الفكاهية القصص الفكاهية عن العشاق في مختلف المؤسسات العامة والاجتماعات وتصوير اللقاءات بين الرجال والمومسات. جذبت أوكوني اهتمام الكثير إلى عروضها وكانت الحشود الكبيرة تتجمع كلما بدأت بتقديم عرض لها. في نهاية المطاف استدعيت أوكوني للعودة إلى الضريح إلا أنها تجاهلت الدعوة رغم أنها واصلت إرسال أموال التبرعات إليه.

### تأسيس مسرح الكابوكي
بدأت أوكوني حوالي 1603 بأداء عروض على مجرى النهر الجاف في شيجوغاوارا المتفرع من نهر كامو وفي ضريح كيتانو. وبدأت بتجمع الإناث المنبوذين وغير الأسوياء من المنطقة، لا سيما اللاتي كانت تعملن في البغاء وبدأت بتعليمهن الرقص والغناء والمهارات من أجل تشكيل فرقة لها. أوائل عروض الكابوكي كانت عبارة عن رقص وغناء بدون الكثير من الأداء الاستعراضي وكان في الكثير من الأحيان مبهرج، ولكن في نفس الوقت عرض ملون وجميل.
كما ذكر أعلاه، فإن فرقة أوكوني كانت أنثوية بشكل خاص، لذلك فقد طلبت أوكوني من أعضاء فرقتها القيام بأدوار نسائية ورجالية. على وجه الخصوص فإن أوكوني نفسها اشتهرت في أدوارها لتمثيل الساموراي والكهان المسيحيين. وعندما زادت شهرة الفرقة، بدأ العديد بتقليدها، لا سيما بيوت الدعارة التي كانت تقدم مثل هذه العروض لتسلية الأغنياء، وكذلك للحصول على العاهرات اللواتي لديهن مواهب تمثيل وغناء. هذا الأسلوب الجديد من عروض النساء حصرا أصبح يعرف لاحقا باسم بديل هو «شيباي» أو «أونا كابوكي» (كابوكي النساء) أو «أوكوني كابوكي».

### في السنوات اللاحقة

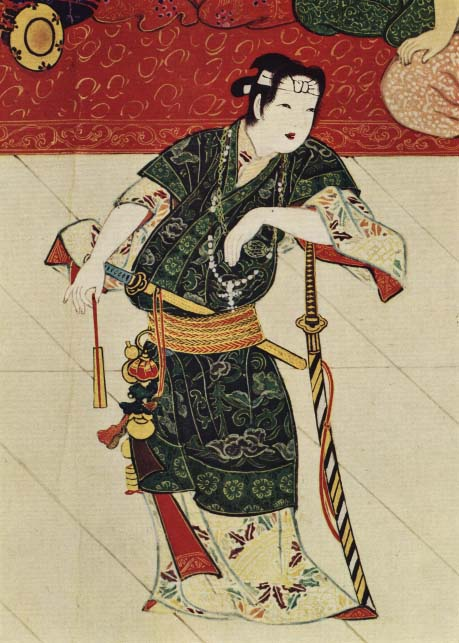
ممثل كابوكي يرتدي كاتانا (سيف) وصليب مسيحي.

بعد فترة وبمساعدة أوجيساتو سانزابرو الذي دعم أوكوني ماليا وكذلك فنيا، تطور الكابوكي إلى أسلوب أكثر درامية. على المستوى الشخصي، يقال أن سانزابرو وأوكوني كانا على علاقة حب إلا أنهما لم يتزوجا. وبعد وفاته واصلت بدونه، وذلك في عملية دمج الدراما مع الموسيقى والرقص. وهكذا ذاعت شهرة فرقة أوكوني في جميع أنحاء اليابان تدريجيا.
تقاعدت أوكوني حوالي عام 1610، وبعد ذلك الوقت اختفت. في 1629، ونظرا لاحتجاج الجماهير بسبب الأخلاق، قام رجال الشوغون توكوغاوا إياسو بمنع النساء من التمثيل في مسرح الكابوكي. وهذا تطلب على وجه السرعة استخدام الشباب للقيام بأدوار الفتيات، ولكن على الرغم من هذا سرعان ما منع أيضا بسبب بعض القضايا المتعلقة بالبغاء وفساد الأخلاق، وتقييد العروض بالرجال الأكبر سنا، وهو الممارسة المتبعة في مسارح الكابوكي الرسمية حتى اليوم.
هناك عدة نظريات حول تاريخ وفاة أوكوني حيث يقول البعض أنها كانت في عام 1613، وآخرين أنها كانت في عام 1640، أو 1658.
في نوفمبر 2002 أقيم تمثال لإزومو نو أوكوني في ذكرى 400 سنة لمسرح الكابوكي. يقع هذا التمثال في شارع كاواباتا في الشمال من شيجو أوهاشي، بالقرب من شاطئ نهر كامو في كيوتو.

## الأثر الثقافي
إضافة إلى تأسيس مسرح الكابوكي ساهمت أوكوني في تطوير المسرح الياباني بشكل عام. ويقال إنها أدخلت مفهوم «هاناميتشي» (طريق الزهور) في خشبة المسرح وهو ممر يتصل بخشبة المسرح يسمح بمرور الممثلين من الخلف بين الجمهور إلى خشبة المسرح. وقد أدرج هذا العنصر في العديد من الفنون اليابانية المسرحية ما بعد الكابوكي.